# Machan de Lemanaghan
Saint Machan de Lémanaghan (+ vers 653 ou 664) est un abbé et un saint irlandais, catholique et orthodoxe. Fête le 24 janvier.
Il fut l'abbé fondateur en 645 du monastère de Lemanaghan, comté d'Offaly, en Irlande, sur une terre donnée par saint Kieran de Clonmacnoise. Appelé aussi Manach, Manchan.
La tradition rapporte qu'il avait une vache qui donnait du lait gratuitement à tout le voisinage ou, selon une autre version, qui fournissait en lait tout le monastère. Cette remarque veut peut-être dire que les moines, fort nombreux dans les monastères du VIIe siècle, ne buvaient que très peu de lait et seulement les jours sans jeûne.
Il s’est distingué par ses commentaires de l’Écriture sainte. On rapporte que, comme Moïse, il fit jaillir une source en frappant un rocher de son bâton.
Il mourut de la peste après avoir vécu 19 ans à Lemanaghan. Le lieu de sa sépulture fut appelé de Liath-Machain. On a conservé ses rlqs dans un grand reliquaire fabriqué en 1130 à Clonmacnoise et déposé en 1838 dans l’église de Boher (comté de Limerick). 

## Liens
- Notices dans des dictionnaires ou encyclopédies généralistes :   - Dictionary of Irish Biography
  - Oxford Dictionary of National Biography